# ЕС ЭВМ
ЕС ЭВМ (Единая система электронных вычислительных машин) — советская серия компьютеров, аналоги серий System/360 и System/370 фирмы IBM, выпускавшихся в США с 1964 года. Программно и аппаратно (только на уровне интерфейса внешних устройств) совместимы со своими американскими прообразами. Активно эксплуатировались в СССР и странах СЭВ с 1971 по 1990 годы, после чего стали выходить из эксплуатации, и примерно к 2000-м годам практически исчезли. Решение о клонировании американских ЭВМ вместо интенсификации собственных разработок вызвало трения в тогдашнем руководстве советской компьютерной отраслью.

## Предпосылки возникновения серии
В середине 1960-х годов в СССР в области вычислительной техники выявился ряд проблем, а именно:
- общее количество ЭВМ было явно недостаточным;
- производились десятки различных несовместимых друг с другом моделей ЭВМ, что затрудняло решение крупных вычислительных и организационных задач; для осуществления проектов АСУ (автоматизированных систем управления) была крайне желательна унификация компьютерных средств;
- ориентация советских ЭВМ того времени исключительно на численные расчёты и отчасти на управление оборудованием, а также ориентация вычислительной техники на специалистов в области математики и физики;
- значительным было отставание в области системного программирования: в то время в СССР всё ещё нормой были работа без операционной системы и программирование непосредственно в машинных кодах (даже без ассемблера);
- бедность периферийного оборудования.

Назревала необходимость «большого скачка» — перехода к массовому производству унифицированных ЭВМ, оснащённых большим количеством стандартизированного программного обеспечения и периферийного оборудования. Для решения этой задачи в 1966 году в народнохозяйственном плане появилось задание Министерства радиопромышленности разработать аванпроект по опытно-конструкторской работе (ОКР) «Ряд», сформулированное начальником Главного управления по вычислительной технике МРП Михаилом Сулимом.
Первоначально разработка аванпроекта была поручена Институту точной механики и вычислительной техники (ИТМиВТ). Отчёт, представленный институтом в середине 1966 года, не удовлетворил министерство, поскольку показал отсутствие интереса авторов отчёта к созданию такого ряда машин в СССР. В результате Министерство радиопромышленности приказом от 22 февраля 1967 года поручило руководство разработкой аванпроекта конструкторскому бюро промышленной автоматики (КБПА), проявившему гораздо больший интерес. КБПА в 1978 году было преобразовано в НИИ «Квант».
С вопросами по составу и характеристикам периферийного оборудования было всё более-менее ясно: материалы по этим вопросам, представленные НИИСчётМаш ещё для отчёта ИТМ, практически не вызвали дискуссий. Наибольшие споры вызвали принципы организации будущего «ряда»: логическая структура процессоров, система команд, принципы связи с внешними устройствами — то, что позднее стали называть «архитектурой ЭВМ».
В целом результаты дискуссии сводились к тому, что целесообразно взять за основу архитектуру широко распространённой на Западе системы System/360:
- Архитектура ЭВМ в то время не подлежала патентованию, патентовалось лишь её конкретное исполнение, которое — по причине действовавшего эмбарго на экспорт вычислительной техники[2] — предполагалось создать самостоятельно.
- Большинство элементов этой архитектуры было уже известно советским разработчикам.
- Данную архитектуру приняли и успешно разрабатывали независимо уже несколько ведущих зарубежных фирм — RCA (США), ICL (Англия) и Siemens (ФРГ), и даже ROBOTRON в ГДР[3].
- Согласно исследованиям ИПМ АН СССР, программы, составленные для IBM/360, требовали в 1,5—2 раза меньше памяти, чем аналогичные для ЭВМ БЭСМ-6, «Весна», М-20[1].
- В серии System/360 был впервые реализован ряд уникальных для того времени перспективных решений: универсальная архитектура, ориентированная как на расчёты, так и на обработку данных; линейка совместимых моделей ЭВМ различной производительности; байтовая адресация памяти, микрокод. Кроме того, System/360 была одной из первых систем с виртуальной памятью (в отдельных моделях System/360, а позже во всех моделях System/370) и первой системой (не считая исследовательских прототипов), в которой была реализована концепция виртуальных машин.

Главный вопрос для сторонников клонирования, фактически, был в том, возможно ли скопировать аппаратную часть системы без полной технической документации, или же её целесообразнее реализовать заново «с нуля», одновременно дополнив и улучшив.
В качестве альтернативных вариантов рассматривалось сотрудничество на равноправных условиях с какой-либо из западноевропейских фирм. Академик А. А. Дородницын, сторонник этого варианта, в качестве партнёра рассматривал английскую фирму ICL.
Руководство IBM, которое он же принимал в стенах ВЦ РАН, от подобного сотрудничества отказалось.

### Архитектура и система команд
Основными кодировками для ЕС ЭВМ являются ДКОИ, разработанная на основе EBCDIC и используемая для внутреннего представления информации, и КОИ-8, применяемая для обмена информацией с ЭВМ других серий. В системе набора команд ЕС ЭВМ имелись 144 различные команды (инструкции), позволявшие решать все задачи научно-технического и экономического характера.
Архитектура для программиста представляла собой ЭВМ с одно-, двух- и трёхадресными командами шести форматов длиной от 2 до 6 байт, шестнадцатью 32-разрядными регистрами общего назначения (РОН) и четырьмя 64-разрядными регистрами для операций с плавающей запятой. Также имелся 64-битный регистр PSW (англ. program status word), содержащий счётчик команд, признак результата и другую системную информацию. Ввод-вывод осуществлялся каналами, представляющими собой узкоспециализированные процессоры, выполняющие собственные цепочки команд. Предусматривались байт-мультиплексные, блок-мультиплексные и селекторные каналы. Мультиплексные каналы поддерживают одновременную работу с несколькими периферийными устройствами в рамках одного сеанса (цепочки команд), селекторные — работают только с одним периферийным устройством за сеанс. В поздних моделях семейства ЕС, как правило, использовались только мультиплексные каналы как более гибкие в работе.
На аппаратном уровне каналов поддерживались довольно сложные операции: например, поиск в индексно-последовательном файле.
Физическая реализация зависела от модели. Так, в младшей модели (ЕС-1020) РОН организовывались в оперативной памяти.
В то же время в серию из «политических» соображений было включено несколько моделей совершенно другой архитектуры, например, серия ЕС-1010 (1012, 1011), выпускавшаяся в ВНР, и ЕС-1021 (Чехословакия).

## Развитие серии
Разработкой ЕС ЭВМ занимался Научно-исследовательский центр электронной вычислительной техники (НИЦЭВТ). Значительная часть работы НИЦЭВТа состояла в клонировании оригинального программного обеспечения System/360, множество сотрудников было занято исследованием дизассемблированного машинного кода оригинального компьютера и его адаптацией.
К счастью, фирма IBM поставляла значительную часть ОС в виде исходных текстов, что дало возможность доработать систему, устранить многие ошибки в коде системы и ввести дополнительные возможности. Поздняя система ОС ЕС 6.1.9 была уже гораздо стабильнее оригинала OS/360 21.8 (последней системы линии).
Новая советская ОС ЕС 7 уже не имела прямого IBM-овского аналога, представляя собой увязанные в единый пакет Систему виртуальных машин (СВМ, аналог VM) и Базовую операционную систему (БОС, не имевшую IBM-овского аналога и представлявшую собой развитие ОС ЕС версии 6).
В ЕС ЭВМ скопирована была только архитектура системы, аппаратная же реализация была создана заново. На надёжность и эксплуатационные характеристики этой серии отрицательно влияло низкое качество советских компонентов.

### Модели, технические характеристики и конфигурации
Первые компьютеры появились в 1971 году. Выпускались, в частности, на заводах в Казани (Казанский завод ЭВМ), Минске и Пензе. Последние машины были выпущены в 1998 году (ЕС-1220). Всего было выпущено свыше 15 тыс. машин ЕС ЭВМ.
Компьютеры серии ЕС ЭВМ условно относили, в соответствии с их архитектурой, к т. н. «Ряду 1», «Ряду 2», «Ряду 3», «Ряду 4».
К «Ряду 1» (аналог серии System/360) принадлежали модели ЕС-1010, ЕС-1020, ЕС-1021, ЕС-1030, ЕС-1040, ЕС-1050, и основанные на них усовершенствованные модели: ЕС-1010М, ЕС-1011, ЕС-1012, ЕС-1022, ЕС-1032, ЕС-1033, ЕС-1052.
К «Ряду 2» (аналог серии System/370) принадлежали модели ЕС-1015, ЕС-1025, ЕС-1035, ЕС-1045, ЕС-1055, ЕС-1060, ЕС-1061, ЕС-1065.
К «Ряду 3» принадлежали модели ЕС-1036, ЕС-1046, ЕС-1057 (ГДР), ЕС-1066, ЕС-1068.
Разработанные и выпускавшиеся в Венгерской Народной Республике модели ЕС-1010, ЕС-1011, ЕС-1012 и ЕС-1015 номинально относились к Ряду 1 и Ряду 2, соответственно, но имели архитектуру французских мини-ЭВМ Mitra 15.
В сериях устройств Ряд 3 и особенно Ряд 4 был запланирован и частично реализован ряд технических усовершенствований, не имевших аналогов в машинах IBM. Реализовывались специализированные вычислительные блоки, такие как векторные и матричные процессоры, процессоры, работавшие на иных физических принципах (например, оптический) и так далее[уточнить].
Практически все эти разработки были остановлены в 1990-х годах после распада СССР.
Последние машины серии ЕС выпускались уже под лицензией и с использованием оборудования IBM.
Аппаратная основа всех компьютеров — платы с микросхемами размером 140×150 мм (так называемые ТЭЗ — типовые элементы замены, или «радиоэлектронные модули 1-го уровня»). Конструктивно компьютеры представляли собой большие стойки («шкафы», или «радиоэлектронные модули 3-го уровня») примерно в рост человека (1200×750×1600 мм для ЕС-1030 и 1200×860×1600 мм для ЕС-1046) и соответствующие им по размерам периферийные устройства — принтеры, накопители на магнитных лентах, накопители на магнитных дисках.
Имели чёткое разделение функциональных блоков: стойка процессора, стойка (или стойки) с оперативной памятью, и так далее[уточнить].
Для обозначения блоков и периферийных устройств, от процессора и памяти до периферии, была установлена специальная числовая классификация. Коды устройств:
- 20XX — процессор;
- 32XX — оперативная память;
- 4XXX — мультиплексный или селекторные каналы;
- 5XXX — устройства управления накопителями и сами накопители на магнитной основе (НМЛ и НМД);
- 6XXX — устройства ввода информации (с ПК — перфокарт, ПЛ — перфолент);
- 7XXX — устройства вывода информации (например, дисплей модель 7927),
- 8ХХХ — устройства телеобработки данных (например, мультиплексор передачи данных ЕС-8400) и т. д.

Для установки и размещения всех блоков компьютера требовалось отдельное помещение (или даже несколько помещений) площадью не меньше 25—30 м², со специальным фальшполом (для прокладки под ним всех соединительных кабелей), и с системами вентиляции и охлаждения.
Машины, произведённые по требованиям военприёмки, были способны выдерживать ударные нагрузки до 15 g по трём осям. ЭВМ ЕС-1033 и ЕС-1045 устанавливались на кораблях серии КИК и выдерживали качку до 10 градусов.
Технические характеристики вкратце описывались быстродействием процессора (от десятков тысяч до миллионов операций в секунду по смеси Гибсона), а также объёмом оперативной памяти — ориентировочные значения от 64 КБ на самых первых и младших моделях до 16 МБ у последних по времени выпуска старших моделях.
Периферийные устройства были взаимозаменяемы, но процессоры, память и т. п. — нет.
Характеристики некоторых моделей ЕС ЭВМ:
| Модель     | Начало выпуска | Производительность, операций в секунду | Ёмкость ОЗУ, КБ                                        | Цикл ОЗУ, мкс | Суммарная пропускная способность каналов, МБ/сек |
| ---------- | -------------- | -------------------------------------- | ------------------------------------------------------ | ------------- | ------------------------------------------------ |
| Ряд 1      |                |                                        |                                                        |               |                                                  |
| ЕС-1010    | 1971           | 2,75×103                               | 8—64                                                   | 1             |                                                  |
| ЕС-1012    |                |                                        |                                                        |               |                                                  |
| ЕС-1020    | 1972           | 2×104                                  | 64—256                                                 | 2             | 1,68                                             |
| ЕС-1021    | 1972           | 4×104                                  | 16—64                                                  | 2             |                                                  |
| ЕС-1022    | 1975           | 4×104                                  | 128—512                                                | 2             |                                                  |
| ЕС-1030    | 1973           | 6×104                                  | 256—512                                                | 1,5           | 2                                                |
| ЕС-1032    | 1974           | 2×105                                  | 128—1024                                               | 1,2           |                                                  |
| ЕС-1033    | 1976           | 2×105                                  | 512—1024                                               | 1,25          | 2,2                                              |
| ЕС-1040    | 1971           | 3,5×105                                | 128—1024                                               | 1,25          |                                                  |
| ЕС-1050    | 1973           | 5×105                                  | 256—1024                                               | 1,25          | 4                                                |
| ЕС-1052    | 1978           | 7×105                                  | 1024—8192                                              |               | 5,2                                              |
| Ряд 2      |                |                                        |                                                        |               |                                                  |
| ЕС-1060    | 1977           | 2×106                                  | 2048—8192                                              | 0,65          | 9                                                |
| ЕС-1015    |                |                                        |                                                        |               |                                                  |
| ЕС-1025    | 1979           | 6×105                                  | 256                                                    | 1,5           |                                                  |
| ЕС-1035    | 1977           | 1,5×105                                | 256—2048                                               | 1             | 1,2                                              |
| ЕС-1045    | 1979           | 8×105                                  | 1024—4096                                              | 1             | 5                                                |
| ЕС-1055    | 1979           | 6×105                                  | 1024—2048                                              | 1,14          | 6                                                |
| ЕС-1061    | 1983           |                                        | 8192                                                   |               |                                                  |
| ЕС-1065    | 1984           | 4×106                                  | 2048—16384                                             |               | 6,4                                              |
| Ряд 3      |                |                                        |                                                        |               |                                                  |
| ЕС-1036    | 1983           | 4×105                                  | 2048—4096                                              |               | 1,4                                              |
| ЕС-1046    | 1984           | 1,3×106                                | 4096—8192                                              | 1             | 8,1                                              |
| ЕС-1066    | 1986           | 4,5×106                                | 8192—32768 (для двухпроцессорной версии)               | 0,4           | 15,4                                             |
| ЕС-1087.20 | 1988           | 1,5×107                                | 32768—294912 (с двумя блоками расширенной ОЗУ ЕС-3948) |               |                                                  |
| ЕС-1007    | 1986           |                                        | 1024-4096                                              |               |                                                  |
| Ряд 4      |                |                                        |                                                        |               |                                                  |
| ЕС-1130    | 1994           | 2×106                                  | 8192—16384                                             |               |                                                  |
| ЕС-1181    | 1994           | 1×107                                  | 65539—131072                                           |               |                                                  |
| ЕС-1220    | 1995           |                                        |                                                        |               |                                                  |

#### Ряд 1
ЕС-1010, ЕС-1011 и ЕС-1012 производились в Секешфехерваре, Венгрия. Кроме того, в Будапеште производились терминалы VIDEOTON для серии ЕС ЭВМ.
EC-1020 была разработана и производилась в Минске. Главный конструктор — В. В. Пржиялковский. Состояла из процессора ЕС-2020, блока ОЗУ ЕС-3220, внешних ЗУ: накопителей на магнитных дисках ЕС-5551 и накопителей на магнитной ленте ЕС-5511. Устройствами ввода-вывода — аппаратура связи оператора с ЭВМ ЕС-7070, ЕС-6012, ЕС-6022, устройства вывода ЕС-7030, ЕС-7010, ЕС-7022. Машина требовала помещения площадью 100 м² и потребляла 21 кВА. Выпущено 755 машин. Усовершенствована в модели ЕС-1022.
ЕС-1021 была разработана в Чехословакии. Являлась одной из младших моделей серии «Ряд-1». Выпускалась на заводе ЗПА в городе Чаковице (чеш. Čakovice). Процессор — ЕС-2021. Набор команд содержал 65 команд. Совместимость с другими машинами ЕС ЭВМ обеспечивалась на уровне программ в Ассемблере и РПГ. Занимала помещение площадью 50 м². Потребляемая мощность — 13 кВА. Усовершенствована в модели ЕС-1025 серии «Ряд-2».
ЕС-1030 была разработана под руководством Миграна Семерджяна в Ереване и производилась в Казани. Являлась одной из средних по производительности моделей серии «Ряд-1». Процессор — ЕС-2030. Реализован полный набор команд ЕС ЭВМ — 144 инструкции. Среднее быстродействие — 60 тыс. операций в сек. Машина требовала помещение площадью 110 м² и потребляла 25 кВА. На базе этой модели был создан первый в серии ЕС ЭВМ двухмашинный комплекс ВК-1010. Выпущено 436 машин. Усовершенствована в модели ЕС-1033.
ЕС-1040 создана и производилась в Карл-Маркс-Штадте (ныне Хемниц), ГДР под руководством М. Гюнтера. Быстродействие — 320 тыс. операций в сек.
ЕС-1050 — одна из старших моделей серии «Ряд-1». Средняя производительность — 500 тыс. операций в сек. Разработкой руководил В. С. Антонов. Разработка и производство — Москва, Пенза. Использовалась ЭСЛ-логика. В процессоре ЕС-2050 реализован трёхстадийный асинхронный конвейер. Выпущено 87 машин.
ЕС-1060 — была запланирована для «Ряд-1», но из-за нехватки времени и людских ресурсов переведена в «Ряд-2».
В середине 1970-х годов модели Ряда-1 были модернизированы благодаря появлению более совершенной элементной базы, опыта и наработок. Основные характеристики модернизированных машин ЕС ЭВМ-1 приведены ниже:
ЕС-1032 — первая модернизированная модель «Ряда-1». Была разработана в 1974 году в СКБ завода ELWRO под руководством Болеслава Пивовара в Вроцлаве, Польша и в СССР не поставлялась. В отличие от всех остальных машин первых трёх рядов, она использовала элементную базу производства Texas Instruments (серия ИС SN-74) и увеличенные до 280×150 мм ТЭЗы. Это была первая машина серии ЕС с многослойными печатными платами и полупроводниковым ОЗУ.
ЕС-1022 — модернизированный вариант ЕС-1020. Разрабатывалась под руководством И. К. Ростовцева в Минске. Основные разработчики — В. П. Качков, М. И. Коротченя, М. И. Кривонос, В. М. Ленкова, Г. Д. Смирнов, М. Ф. Чалайдюк, В. П. Шершень. Разработка завершена в 1975 году. Производилась в Минске, Бресте и Софии (болгарские машины имели индекс ЕС-1022Б). Целью модернизации было четырёхкратное увеличение производительности за счет уменьшения внутреннего цикла процессора и цикла постоянной памяти, увеличения разрядности информационных магистралей процессора и памяти, использования отдельной быстродействующей памяти в качестве локальной. Среднее быстродействие — 80 тыс. операций в секунду. Процессор ЕС-2422, количество команд — 144, ОЗУ ЕС-3222 на ферритовых сердечниках, емкостью 256 Кбайт в шкафу, расширение памяти допускалось вторым шкафом. В последние годы выпуска ОЗУ было заменено на полупроводниковое, рама с которым помещалась в шкафу питания. Накопитель на магнитных дисках ЕС-5052, ЕС-5056 (7,25 Мб) или ЕС-5061 (29 Мб), накопитель на магнитной ленте ЕС-5012 или ЕС-5017. Выпуск закончен в 1982 году, всего произведено 3929 машин (самая массовая модель ЕС ЭВМ). АЛУ — 16-разрядное. Элементная база — ИС серии 155. Машина требовала помещения площадью 108 м² и потребляла 25 кВА.
ЕС-1033 — усовершенствованный вариант модели ЕС-1030. Разрабатывалась под руководством В. Ф. Гусева в Казани. Разработка завершена в 1976 году. Выпускалась там же по 1983 год, всего выпущено 1963 машины. Являлась средней по производительности машиной в серии «Ряд-1». Элементная база — ИС серии 155, специализированные микросхемы АЛУ. Под эту ЭВМ базовый набор ИС 155 серии был расширен практически в 2 раза, причем часть микросхем не имела аналогов в серии-прототипе (SN-74). Процессор — ЕС-2433, ОЗУ — ЕС-3207 или ЕС-3208. Машина требовала помещения площадью 120 м² и потребляла 40 кВА.
ЕС-1052 — модернизированный вариант ЕС-1050. Разработка завершена в 1978 году. Отличалась от ЕС-1050 в первую очередь полупроводниковым ОЗУ и использованием расширенного набора ИС 155, 137 и 138 серий. Процессор — ЕС-2052. Модернизация под руководством В. С. Антонова и В. А. Ревунова. Выпущено 74 машины, все произведены на Пензенском заводе «ВЭМ».

#### Ряд 2
Несмотря на схожие индексы моделей, ЭВМ ряда 2 не являются модификациями «одноклассников» из Ряда 1, а представляют собой совершенно другие разработки.
По командам разработчиков и предприятиям-изготовителям четко прослеживаются такие линии:
ЕС-1020 -> EC-1022 -> EC-1035 -> EC-1036 -> EC-1130 — «минская» линия машин
ЕС-1030 -> ЕС-1033 -> ЕС-1045 -> ЕС-1046 линия «Ереван — Казань»
ЕС-1040 -> ЕС-1055 — линия «Роботрон» (ГДР)
ЕС-1015 производилась в Секешфехерваре, Венгрия.
ЕС-1025 была разработана в Чехословакии. Использовались ИС серии ИС-500.
ЕС-1035 — первая в Ряду-2, разработана под руководством Г. Д. Смирнова в Минске. Поддерживала виртуальную память. Выпускалась Минским ПО вычислительной техники, а также в Народной республике Болгарии предприятием «Изот».
- Процессор ЕС-2635 (исполнения .03 или .21, стойка) в составе:
  - собственно процессора ЕС-2435 или ЕС-2435.21 (микропрограммный, микрокод вертикальный, шириной 32 бита, память микрокода объёмом 32-48 Кбайт)
  - ОЗУ ЕС-3235, ЕС-3237 или ЕС-3238 (на микросхемах динамической памяти ёмкостью по 4 килобита)
  - пульта оператора ЕС-1535.01 или .03
  - пультового накопителя для ввода микропрограмм (ленточного) ЕС-5009 (в некоторых комплектациях-накопитель на гибком магнитном диске)
  - блока питания ЕС-0835.01
- Различный комплект накопителей, таких как накопитель на магнитных дисках ЕС-5061, накопитель на магнитной ленте ЕС-5017. Большинство машин использовалось с НЖМД серии ЕС-5067 (ёмкость 100 или 200 МБ), как правило, моделей ИЗОТ А544Е или ИЗОТ А529Е.
- Терминалы
- Средства ввода-вывода информации (на перфокарты и на перфоленты), АЦПУ

Имела режим эмуляции, обеспечивающий совместимость с ЭВМ Минск-32. Использовались ЭСЛ ИС серии ИС-500. Выпущено 2138 машин.
ЕС-1045 разрабатывалась под руководством А. Т. Кучукяна, производилась в Ереване и Казани. Использовались ИС серии ИС-500. Выпущено 1865 машин. Разработанные в ЕрНИИММ автоматизированные системы проектирования «Автопроект» (А. В. Петросян, С. Саркисян С. Амбарян и др.) и унифицированного вторичного источника питания (1977 г., гл. констр. Ж. Мкртчян) позволили приступить к разработке моделей на ИС высокого уровня интеграций БИС, специализированных быстродействующих процессорах и полупроводниковой памяти ЕС 3267 (гл. констр. Л. Чахоян).
ЕС-1055 и ЕС-1055М выпускались в ГДР. ЕС-1055М в некоторых источниках отождествляется с ЕС-1056. Элементная база — микросхемы TTL.
ЕС-1060 — одна из самых высокопроизводительных машин серии «Ряд-2». В ЕС-1060 впервые для серии появилась поддержка механизма виртуальной памяти, вычислений с 128-битной точностью и автоматического повторения сбойных команд. Разрабатывалась под руководством главного конструктора В. С. Антонова в Москве и Пензе. Основные разработчики — Ю. С. Ломов, Е. М. Уробушкин, А. А. Шульгин. Использовались ИС серии ИС-500. Машина требовала помещения площадью 200 м² и потребляла 80 кВА. Выпущено 315 машин.
ЕС-1061 — Главный конструктор Ю. В. Карпилович. Выпущено 566 машин.
ЕС-1065 создавалась под руководством А. М. Литвинова, позже — В. У. Плюснина. Выпущено 5 машин.

#### Ряд 3
ЕС-1016 производилась в Венгрии и в СССР не поставлялась.
ЕС-1026 производилась в Чехословакии и в СССР не поставлялась.
ЭВМ «Ряд-3» отличались от своих предшественников усовершенствованной схемотехникой, более емкими ОЗУ, комплектацией более современной периферийной техникой, наличием микропрограммной поддержки виртуальных машин. Эксплуатационная надежность ЭВМ «Ряд-3» была значительно выше, чем у предшественников.
Главный конструктор ЕС-1036 — Р. М. Асцатуров. Процессор имел кэш-память объёмом 8 КБ, ОЗУ использовало микросхемы динамической памяти объёмом 4 Кбита. Использовались ИС серии ИС-500. Машина требовала помещения площадью 100 м² и потребляла 40 кВА. Выпущено 2073 машины.
ЕС-1046 разрабатывалась под руководством А. Т. Кучукяна, производилась в Ереване и Казани. Использовались ИС серии ИС-500. Микрокод процессора — горизонтально-вертикальный, ширина команды — 72 бита, объём — 8192 команды. Выпущено 800 машин.
ЕС-1057 выпускалась в ГДР заводом Robotron c 1987 года. Данных о количестве выпущенных ЭВМ нет. Было достигнуто быстродействие 1 млн оп/с.
Разработкой ЕС-1066 руководил Ю. С. Ломов и В. А. Ревунов. Использовались ИС серии ИС-500. Производились в Пензе и Минске. Выпущено 422 машины.
ЕС-1068 был двупроцессорным комплексом на базе ЕС-1066 с сопроцессором плавающей точки ЕС-2617. Производились в Пензе и, в основном, в Минске. Выпущено 18 машин.

#### Ряд 4
ЕС-1087 архитектурно близка к ЕС-1066, но основана на микросхемах БМК, каждая из которых заменяет один из ТЭЗ прототипа. Серийное производство предполагалось в Пензе, но развёрнуто не было.
ЕС-1130 разрабатывался в Минске при участии специалистов из Москвы и Киева. Главный конструктор — В. П. Качков, основные разработчики — М. Е. Неменман, М. П. Котов и А. Г. Рымарчук. Использовался микропроцессорный набор К-1800 (производство завода «Вента», Вильнюс). Конвейерный процессор, до 1 инструкции за такт, мощная система самодиагностики. В качестве системного терминала и инженерного пульта использовался ЕС ПЭВМ-1840. Выпущено 230 (по другим данным — 437) машин.
ЕС-1170 разрабатывалась в Ереване. В 1989 году финансирование работ было прекращено.
ЕС-1181 разрабатывалась в Москве. Использовались микросхемы серии И-300Б, адресное пространство расширено до 2 ГБ, введены дополнительные команды. Машина не требовала приточно-вытяжной вентиляции и располагалась в одной стойке. Был собран один экземпляр, прошедший госиспытания. Серийное производство организовано не было.
В 1986 году была анонсирована разработка суперкомпьютера ЕС-1191. Работы завершены не были.

#### Прочие
Кроме того, следует упомянуть о БЦВМ с архитектурой серии ЕС. ЭВМ А-30 (В. М. Карасик и В. И. Штейнберг) имела урезанный (без операций с плавающей точкой и десятичной арифметики) набор команд, А-40 была полностью совместима с ЕС ЭВМ. В 1967 году в НИИ автоматической аппаратуры Минрадиопрома СССР под руководством Н. Я. Матюхина была начата разработка ЭВМ 5Э76, использующей систему команд ЕС ЭВМ и гибридные ДТЛ ИС серии «Посол» (217 серия). На основе этой ЭВМ, а также её модернизированного варианта, 5Э76Б (выпуск с 1970 года), были построены многомашинные вычислительные комплексы 65С180, 5Э12, ВК 11лб.
Все модели ЕС ЭВМ Ряд-1, Ряд-2 и Ряд-3, как и их прототипы фирмы IBM, имели с точки зрения программиста 32-разрядную архитектуру с 24-разрядной шиной адреса, что позволяло адресовать максимум 16 мегабайт физической оперативной памяти. Для того времени это был очень большой объём. В более поздних моделях IBM шина адреса была расширена до 31 разряда, а затем введён 64-разрядный режим, но эти изменения в серии ЕС ЭВМ были воспроизведены только в единичных предсерийных машинах Ряда-4. Следует так же упомянуть о ЕС-1220, формально входящей в Ряд-4, реально же представляющую собой адаптированную версию System/390 с 64-битным процессором производства IBM и периферией советской сборки, во многом также из импортных комплектующих.

### Средства телеобработки данных
Все модели ЕС ЭВМ имели возможности обработки данных, формируемых на удалении от ЭВМ и передаваемых по телекоммуникационным каналам связи. С этой целью был разработан и запущен в серийное производство ряд мультиплексоров передачи данных и абонентских пунктов.
Мультиплексор передачи данных (МПД) ЕС-8400 (прототип IBM2702) был разработан в научно-исследовательском институте вычислительной техники (НИИВТ, Пенза). Главный конструктор — Лось С. Г. МПД ЕС-8400 обеспечивал сопряжение ЭВМ через 15 телефонных и/или телеграфных каналами связи с абонентскими пунктами ЕС ЭВМ (или совместимыми с ними) и стандартными телеграфными аппаратами. Серийное производство.
Мультиплексор передачи данных ЕС-8402 (прототип IBM2703) был разработан в Научно-исследовательском центре электронной вычислительной техники (НИЦЭВТ, Москва) и обеспечивал аналогичные функции при работе по 176 каналам. Серийное производство — завод ВЭМ (Пенза).
Абонентский пункт ЕС-8561 (разработка НИИВТ, Пенза) — одиночный дисплейный терминал, оснащённый пишущей машиной. Серийное производство — в Баку.
Абонентский пункт ЕС-8563 (разработка НИИВТ, Пенза) — групповой абонентский пункт, имеющий до 32 дисплейных терминалов, оснащённый пишущей машиной. Серийное производство — в Баку
.
С 1975 года стали поступать дисплейные комплексы ЕС-7906, а позже — ЕС-7920 и ЕС-7970. Эти последние включали в себя интеллектуальные терминалы ТС-7063 (серийное производство — в Каневе, КЭМЗ «Магнит» Каневский ЭлектроМеханический Завод), сделанные на базе микропроцессора КР580ВМ80А и представлявшие собой, по сути, персональные компьютеры.

### Программное обеспечение
Компьютеры обычно работали либо под управлением операционной системы ДОС ЕС (ранние/младшие модели) либо многозадачных операционных систем ОС ЕС, СВМ (Система виртуальных машин), TKS и МВС (более продвинутые модели), все эти системы были аналогами продуктов IBM. Операционная система СВМ была совмещена с ОС ЕС в версии 7.
Для начала работы с операционной системой требовалась довольно сложная процедура генерации операционной системы из дистрибутива, с настройкой для работы на конкретном экземпляре компьютера в конкретной конфигурации (процессор, память, каналы) и всей его периферии. Генерация ОС заключалась в ассемблировании и сборке множества модулей и обычно длилась 6-8 часов из-за невысокой скорости работы стандартного Ассемблера. В более новых версиях стал доступен усовершенствованный ассемблер, на котором система генерировалась в несколько раз быстрее. В разработанной в ГДР TKS проблема была решена напрямую: система ставилась без генерации с готового загрузочного образа, требовалась только короткая таблица адресов периферийных устройств. В ОС ЕС версии 7 и входящей в её состав СВМ проблема решалась следующим путём: генерацию и установку новой версии системы можно было производить на виртуальной машине под управлением старой версии, а затем просто перенести с виртуальной машины на реальную.
На практике зачастую использовались оригинальные операционные системы IBM VM, так как в них присутствовало гораздо меньшее количество ошибок, они обладали лучшими характеристиками производительности и надежности.
Для компьютеров серии ЕС ЭВМ разрабатывались также другие операционные системы, но сколько-нибудь широкого распространения они не получили. Так, например, в МГУ для ЕС-1010 и ЕС-1011 была разработана ОС MISS. Также существовала Мобильная операционная система МОС ЕС, представлявшая собой реализацию ОС Unix на ЕС ЭВМ. Но Unix в те времена считался упрощённой «системой для домохозяек» (буквальная цитата из) в сравнении с «настоящими» системами МВС, ОС ЕС и СВМ, поэтому за рамки академических экспериментов МОС ЕС практически не вышла.
Для решения прикладных задач использовались языки программирования Фортран, Кобол, ПЛ/1 а также язык ассемблера. Для запуска программ и управления заданиями имелся специальный язык JCL (Job Control Language, язык управления заданиями). Были и другие, менее распространённые языки — Алгол60, Алгол-68, РПГ, Лисп.
Подавляющее большинство пользователей ЕС ЭВМ использовало Кобол, Фортран и ПЛ/1. Последний был внедрён как универсальный язык, обладавший более широкими выразительными возможностями, однако, из-за очень высокой сложности написания компилятора и значительной сложности изучения языка не получил значительного распространения вне мэйнфреймов.

## Кооперация в СЭВ
Ряд моделей и многие периферийные устройства выпускались в кооперации с другими социалистическими странами (ГДР, Венгрия, Болгария, Чехословакия, Румыния, Польша, Куба). Целью этого было, прежде всего, достижение объединённого научного и производственного потенциала, сравнимого с Западом.
- В ГДР, наиболее технически и научно развитом после СССР члене СЭВ, разработками и производством по проекту ЕС занимался научно-производственный комбинат «ROBOTRON», специально объединённый из множества предприятий, уже успешно производивших до этого ЭВМ серий «Роботрон» и «R» и разнообразную периферию.

В ГДР выпускался также дисплейный комплекс ЕС-7920, значительно отличавшийся по дизайну от ЕС-7920 советского производства. Предприятие «Карл Цейсс» выпускало накопители на магнитной ленте ЕС-5017.02.
- В ЧССР координация работы проводилась под эгидой созданного в 1969 году «Объединённого коллективного предприятия по автоматизации и вычислительной технике» (ZAVT). Производственные мощности включали национальное народное предприятие ТЕСЛА, заводы «Зброевка», организации по сбыту и обслуживанию «Kancelarske stroje» в Чехии и «Datasystem» в Словакии и ещё ряд предприятий, разбросанных по всей стране. Научный потенциал был представлен рядом научно-исследовательских институтов.
- Польская Народная Республика до вступления в проект уже активно разрабатывала ряд моделей ЭВМ семейства ODRA, периферийно совместимых с различными модификациями IBM/360 и ICL-900 (в том числе — по совместным проектам). В рамках ЕС ПНР производила машины ЕС-1030 (R-32), ЕС-1032 (R-34), а также периферию — в первую очередь, печатающие устройства.
- Народная Республика Болгария выпускала ЭВМ ЕС-1022 и ЕС-1035 совместной с СССР разработки, устройства подготовки данных на магнитной ленте ЕС-9002, ЕС-9004, ЕС-9005. Последнее представляло собой многотерминальный (до 32 терминалов) комплекс на базе мини-ЭВМ СМ-4 со специализированной дисковой операционной системой. НРБ являлась также основным поставщиком дисковых накопителей емкостью 7,25 Мб (ЕС-5052), 29 Мб (ЕС-5061), 100 и 200 Мб (ЕС-5067), а также съемных носителей для них.

Прочие страны СЭВ, не имевшие столь развитых научных и технических наработок, использовались в основном как производственная база для периферии. Широко практиковалось обучение студентов за рубежом, в том числе — по обмену.

## Причины трудностей, связанных с внедрением серии
- Объективные трудности мировой компьютерной индустрии, связанные с выработкой единых норм и стандартов на программы и оборудование;
- Эмбарго на продажу компьютерной техники (ограничения КОКОМ), объявленное Советскому Союзу после ввода советских войск в Афганистан в 1980 году, что затрудняло апробацию альтернативных решений;
- Недостаточный анализ опыта и ошибок компьютерной индустрии капиталистических стран, который вполне был представлен в литературе, отчего те же ошибки повторялись с ещё более пагубными последствиями;
- Неправильная ориентация на экономию процессорного времени вместо экономии общих затрат — (времени программистов, исследователей и персонала) для разработки проектов:
  - На начальном этапе не уделялось внимания средствам для подготовки и отладки программ — перед программистами и пользователями ставились жёсткие условия готовить задания без единой ошибки, а объёмы человеческой работы для выполнения этих требований не имели значения, это приводило к крайней неэффективности использования компьютера;
  - На позднем этапе общей тенденцией стало распределение процессорного времени путём создания многотерминальных станций, при этом недостаточное внимание уделялось организации диалога и развитию графических устройств, отчего в дальнейшем серия ЕС стала неконкурентоспособна по отношению к даже менее мощным малым машинам и персональным компьютерам.

## Прочее
- Посетивший в конце 1970-х СССР классик программирования Э. Дейкстра сказал в своём публичном выступлении в Большом зале Академии наук в Ленинграде, что он считает крупнейшей победой США в холодной войне тот факт, что в Советском Союзе производятся компьютеры фирмы IBM[30].
- Серия ЕС ЭВМ в последние пару десятилетий существования СССР была самым распространённым видом компьютерной техники. С другой стороны, за всё время существования серии ЕС было выпущено 15 576 машин, между тем как выпуск СМ ЭВМ был более 70 тыс. Данное расхождение может быть объяснено тем, что ЕС ЭВМ, в среднем, обслуживала большее количество пользователей.
- В период первоначального создания ЕС ЭВМ мировая практика не распространяла авторские права на программное обеспечение. Его копирование было не эксклюзивной затеей СССР, а было также осуществлено многочисленными западными конкурентами IBM. Мейнфреймы клонировали американская Amdahl, немецкий Siemens, японские Fujitsu и Hitachi, несколько других фирм. Таким образом, обвинения советских разработчиков в каком-то особом цинизме, нарушении авторских прав и т. д. не имеют под собою серьёзных оснований.
- Экономический развал, произошедший в годы перестройки, послужил причиной массового вывода из эксплуатации ЕС ЭВМ. Громадный объём установленного программного обеспечения оказался ненужным, новое разрабатывалось уже в основном для персональных компьютеров. Разработчики из бывшего СССР не смогли долго бороться за рынок — они лишились госзаказов, средств на разработку, нередко их организационные структуры подвергались приватизации и ликвидации. Наиболее серьёзные специалисты перешли на работу в IBM или другие западные компании, связанные с этой техникой. Последние попытки восстановить разработку продолжались до середины 1990-х годов.
- В конце 1990-х — начале 2000-х годов наметился очередной кризис «смены поколений». Множество ЭВМ ЕС отработало свой ресурс, новые ЭВМ не выпускались или были слишком дороги. Необходимые программы и базы данных спешно переводились на ПЭВМ. Появились аппаратные адаптеры, с помощью которых ПЭВМ превращалась в терминал ЭВМ ЕС, появилась возможность обмениваться файлами данных. Но существовал ряд задач, перевод которых на ПЭВМ не укладывался во временные рамки достаточного функционирования аппаратуры ЕС. На рынке появилось несколько систем эмуляции, которые позволяли на базе ПЭВМ создать виртуальную ЭВМ ЕС, со всей необходимой виртуальной периферией и даже подключить к ней любые реальные внешние устройства. Кроме ПО, включала в себя интерфейсную плату формата ISA, которая являла собой канал ввода-вывода для реальных периферийных устройств. Обычно оставляли подключенными накопители на магнитных лентах и АЦПУ. Система работала под МS DOS в режиме расширенной памяти. На НЖМД ПК создавался особый раздел, недоступный другим программам MS DOS, где создавалось необходимое количество файлов, которые эмулировали тома магнитных дисков ЕС ЭВМ. При первоначальной установке системы к ПЭВМ с помощью специального адаптера подключались реальные дисковые устройства ЕС ЭВМ и все пакеты магнитных дисков перекачивались на НЖМД ПК. Терминалы ЕС-7920 эмулировались обычными ПК по сети Ethernet. На ПК с процессором Pentium-166 достигалось быстродействие, эквивалентное реальной ЕС-1033. Под эмулятором без проблем запускались ОС MVT, SVS и даже СВМ. Благодаря таким системам эмуляции предприятия получали дополнительное время на перепрограммирование своих задач под другие вычислительные платформы, избавляясь от выработавших свой ресурс устройств ЕС ЭВМ, в первую очередь от дисковых накопителей.
- По состоянию на 2020 год мейнфреймы ЕС ЭВМ всё ещё продолжают эксплуатироваться государственными предприятиями постсоветского пространства, к примеру на ГП «Антонов» (Украина)[источник не указан 1030 дней].
- Из open-source решений стоит упомянуть эмулятор Hercules.